# 4078 Поласкіс
4078 Поласкіс (4078 Polakis) — астероїд головного поясу, відкритий 9 січня 1983 року.
Тіссеранів параметр щодо Юпітера — 3,208.